# Turmalina (album)
Turmalina je třetí album uruguayské herečky a zpěvačky Natalie Oreiro vydané v roce 2002.

## Skladby
- 1 No Soporto (3:27)
- 2 Que Digan lo Que Quieran (3:55)
- 3 Amor Fatal (3:07)
- 4 Alas de Libertad (4:12)
- 5 Canto Canto (3:08)
- 6 Cayendo (3:08)
- 7 Por Verte Otra Vez (3:27)
- 8 Cuesta Arriba, Cuesta Abajo (3:41)
- 9 No Va Mas (3:14)
- 10 Pasion Celeste (3:39)
- 11 Mar (4:30)

Kachorra edition
- 12. "Que Digan lo que Quieran" (music video)

## Singly
- Cuesta Arriba, Cuesta Abajo
- Que Digan lo Que Quieran